# アマチュア・オーケストラ
アマチュア・オーケストラ（英: amateur orchestra）を厳密に定義するのは困難であるし、歴史的にもプロ・オーケストラとアマチュア・オーケストラの明確な垣根が常に存在したとは言えないが、雇用の関係を持って、アマチュア・オーケストラを説明する考え方が主流である。すなわち、楽員が所属団体に雇用されていない形態のオーケストラ団体を、アマチュア・オーケストラである、とするもの。プロ・オーケストラの多くが財団法人であり、楽団員が従業員であることと、区別してのものである。ただし、現実に数多く存在するアマチュア・オーケストラ、プロ・オーケストラの全てが、この説明に当てはまるわけではない。 
「アマオケ」・「アマチュアオケ」などと省略して呼称されることもある。
日本では、日本アマチュアオーケストラ連盟に所属している団体も多いが、連盟とは無関係に独自で活動を行っている団体もまた多い。以下、現在の日本にあるアマチュア・オーケストラの典型例を示す。

## 市民オーケストラ（社会人オーケストラ）

### 概論
特定の学校や団体にあまり依存せず、演奏家が自主的に集まっている団体を指すことが多い。ただし、自治体から金銭的、人的支援を受けている状況も多い。また、演奏会主体で集まった団体もあれば、支援する自治体が主体的に運営している団体もある。団体名称の命名方法もバラバラである。アマチュア演奏家のみならず、プロ演奏家の団員も少なくない。

### 構成員
多くの場合、既に一定以上の技量で楽器が演奏できる者を、団員として受け入れる。アマチュア演奏家のみならず、音大を卒業した職業演奏家や、公務員、小中学校の音楽教員などの団員も少なくない。入団に際し、技量確認を求められることも珍しくない。また、学生オーケストラの経験を前提に入団者を求める場合も多い。全く楽器経験のない者を受け入れたり、それまでの経験と違った楽器を担当させる状況は、非常に希である。学生オーケストラと違って、団員が自動的に「卒団」することは、あまりない。ほとんどの場合「退団」によって団を去る。退団の理由としては、転勤・私的な多忙・楽団参画意志の減少・技量低下（自主的な判断）などが多い。ただし一部の楽団では、団として各団員の技量判断を行い、その結果によって退団を促されることもある。

### 活動
平素の活動としては、もっぱら合奏練習のみである。個人練習は、団体としての練習時間以外に各人が自主的に行う。練習場は、公民館等の練習場所を定期的に利用することが多い。多くの場合、年数回の定期演奏会開催を団体の大きな行事として活動している。合奏練習は多くの場合、定期演奏会演目の練習になるが、演奏会を前提としない合奏練習も（サークルによっては）ありえる。演奏会の指揮者を団員が務める状況は少なく、プロの音楽家に依頼する場合が多い。

### 特徴
昨今の市民オーケストラの状況を巡り、以下のような特徴がしばしば指摘される。
- 一般的なクラシックの名曲を演奏する場合、弦楽器は各パート一定以上の奏者数がどうしても必要である。一方、管楽器は曲によって編成が大きく異なる。この点については学生オーケストラと同様のことが言える。

- 学生オーケストラと違い、団員が卒団する仕組みがない。そのため、既に多くの奏者が存在するパート（楽器）では、それ以上の団員追加を行わない（演奏会での出番が保証されないから）。トロンボーン・チューバについては、もともと少人数しか団員を置かない、または全く団員を置かない場合もある。その一方で、出産や育児、転勤などによって団員数が不安定になりやすいので、活動性の維持の為多めの団員を確保しておく場合もある。

### さまざまな市民オーケストラ
昨今は多くのアマチュアオーケストラが存在し（特に首都圏では団体数が非常に多い）、団体ごとに活動コンセプトが大きく異なる。実例として、以下のような特徴をもったオーケストラが存在する（ただし以下の例は明確な垣根を持つものではない。複数の特徴を兼ね備えるような団体はもちろん存在する）。
- いわゆる「市民オーケストラ」。地域コミュニティにおける音楽愛好家たちの文化交流の場として機能する。
- 演奏レベルの高さを追求するオーケストラ。個人技量の高い奏者が公募・オーディションを経て入団できるという形式が多い。レパートリーも非常に幅広く技術レベルも高い。中には「玄人はだし」と評価される団体もある。
- 演奏企画を売り物にしたオーケストラ。例えば演奏会選曲で必ず特定作曲家の作品を取り上げる、など。ゲームミュージック専門の楽団も存在する。
- いわゆる「OB楽団」。特定の学生オーケストラの卒業生を団員として主に受け入れる。
- プロ・オーケストラの企画倒れが発端となったアマチュア・オーケストラ。自治体やスポンサーのサポート、指導者（指揮者）が先に決まっている場合が多い。
- いわゆる「一発オーケストラ」。特定の演奏会企画が先に立ち、その演奏会のためにメンバーを集め、演奏会終了と共に解散する。龍谷大学交響楽団の有志が立ち上げた、京都で年に1～2回開催される「一発オーケストラ in京都」が代表例。[1]
- いわゆる「選抜オーケストラ」。放送局その他のバックアップの元、演奏会自体は定期的に企画されるが、参加者は演奏会ごとにオーディションによって選抜する。

## 大学オーケストラ

### 概論
一般的には、大学内にある学生サークルのうち「オーケストラ」「管弦楽団」「交響楽団」「フィルハーモニー」などを名乗っている団体のことである。音楽系大学の場合、学生サークルではなく、大学が主体となって学生オーケストラを組織する場合もある。
以下の説明は、典型的な「大学オーケストラ」の1つの例である。

### 構成員
その大学の学生の有志によって構成される。新入団員は、大学に新しく入学した新1年生から集める。新入団員の中には、高校時代に吹奏楽またはオーケストラの経験がある者もいれば、幼少より弦楽器等の個人レッスンを受けている者もいるが、そのような者だけでオーケストラが成立することはほとんどない。全く楽器経験のない者を受け入れたり、それまでの経験と違った楽器を担当させる状況も、一般的である。学生が大学を卒業すると、オーケストラからも自動的に卒団扱いになる。ただし、留年・大学院進学等により、大学在籍年数が4年を越えた時点で、卒団扱いとさせる団も少なくない。人数が足りない場合は、周辺他大学などと合同で活動することもある。

### 活動
平素の活動としては、合奏練習と個人練習がそれぞれ行われることになる。練習場は、学内で専用部室がある場合、時間極めで（学内の）場所を借りている場合、学外の練習場所を借用する場合などがある。
年数回の定期演奏会開催を、サークルの大きな行事として活動している。合奏練習は、定期演奏会演目の練習になる。ただし、演奏会を前提としない合奏練習が行われることもある。このほか、パート・セクションごとの練習（分奏）も行われる。演奏会の指揮者を学生が務める状況は少なく、プロの音楽家に依頼する場合が多い。

### 特徴
昨今の学生オーケストラの状況を巡り、以下のような特徴がしばしば指摘される。
- 一般的なクラシックの名曲を演奏する場合、弦楽器は各パート（ヴァイオリン・ヴィオラ・チェロ・コントラバス）一定以上の奏者数がどうしても必要である。一方、管楽器は曲によって編成が大きく異なる。概して必要人数は譜面の指示通りであり、古典的な曲では各楽器2本ずつということが多い。トロンボーン・チューバは、近現代の曲以前には、編成に含まれない場合が多い。仮にサークルの構成人員が楽曲の編成に合致しなくても、多くの場合、楽曲の編成に合わせて合奏を構成する（練習～演奏会本番）。このため、人員不足のパート（楽器）においては、サークル外（多くの場合他大学の団員）から援助を頼む。一方、人員過剰のパートにおいては、出番を制限する（演奏会を構成する曲が複数ある場合、1曲しか参加しない、など）。

- 加えて、未経験の楽器を新規に練習している学生の場合、技量が一定水準に達するまでは、合奏に参加できない場合がしばしばある。

- トロンボーン・チューバなど、近現代の曲にしか編成に含まれないパート（楽器）を担当する者は、演奏会の選曲にナーバスな場合が多い。曲によっては出番がないからである。ただし、このような楽器の出番を保証しすぎてしまうと、プログラムが近現代ものに偏ってしまう。

- 編成のほか、一般的な学生の技量を考慮すると、どの大学のオーケストラも似たような楽曲が一定期間おきに並ぶという状況が少なくない。ドヴォルジャーク「交響曲第8番」、ブラームス「交響曲第2番」、ビゼー「アルルの女」などは、ほとんどの学生オケで、数年に1度必ずプログラムに現れる曲であると指摘される場合が多い。[要出典]

### さまざまな大学オーケストラ
現実には、以下のような大学オーケストラも存在する。
- 複数の大学で、1つのオーケストラを形成しているケース。形式上はそれぞれの大学における学生サークルという面を持つが、実質上各大学単独での活動ではなく、もっぱら一体化したものとして合奏練習・演奏会開催などを行っている。それぞれの大学だけでは人数が少なくオーケストラが編成できないことが発端となっていることが多い。なお、これとは別に、各大学それぞれでオーケストラを編成し活動しつつ、同時に恒常的な合同活動を行っているような例も存在する。福岡学生シンフォニーオーケストラ - ウェイバックマシン（2007年2月23日アーカイブ分）などはその一例であり、参加大学それぞれでの単独活動に並行して合同活動も行っている）。

- 他の大学の学生を団員として受け入れている学生オーケストラ。自分の大学にオーケストラ・サークルがない状況の他、大学ごとのオーケストラのカラー（雰囲気・活動内容・演奏技量など）の違いからあえて他大学のオーケストラの扉を叩く状況もある。

- 1つの大学に複数の学生オーケストラが存在する場合。概して学生数の多い大学で見られる現象であり、団体間の雰囲気の違いが著しい。[要出典]

### 著名な大学オーケストラ
以下に歴史的に大きな役割（有名な管弦楽曲の日本初演など）を果たしたとされる大学オーケストラや活動が活発（大規模な演奏会や海外での公演を行ったり、テレビなどのメディアで紹介されたり、演奏の評価が特に高いなど）な大学オーケストラを挙げる。
早稲田大学交響楽団通称「ワセオケ」。1913年に創立され、早稲田大学の学生によって運営されている。年数回の主催公演や大学公式行事において演奏をするほか、テレビ出演や音楽雑誌に掲載されるなど、幅広い活動を行っている。活動範囲は国内にとどまらず、1978年の第5回国際青少年オーケストラ大会( 通称・カラヤンコンクール) での優勝以来、多くの海外公演を行っている。共演者も多岐に渡り、小澤征爾、ズデニェク・コシュラー、レナード・スラトキン、岩城宏之、大友直人、高関健、山下一史、児玉宏、曽我大介、寺岡清高ら世界的に有名な指揮者や、ベルリン・フィルハーモニー管弦楽団やNHK交響楽団など世界一流のオーケストラのメンバーらと共に演奏することも多い。モーツァルトの交響曲第35番「ハフナー」やショスタコーヴィチの交響曲第13番「バビ・ヤール」などの日本初演、マーラーの交響曲第8番｢一千人の交響曲｣やメシアンのトゥランガリラ交響曲などのアマチュア世界初演を行った。
慶應義塾ワグネル・ソサィエティー・オーケストラ1901年に創立した日本における最古のアマチュア・オーケストラ。近年は年3回の定期演奏会を中心に、隔年で海外・国内演奏旅行を実施。国内演奏旅行では京都大学交響楽団とのジョイントコンサートも実施している。その他、慶應義塾大学入学式等の公式行事や、2018年の24時間TVへの出演など幅広い活動を行っている。各セクションやパートごとの演奏会も自発的に行われており、その際にOB・OGなどの出演があるなど現役生との繋がりは強い。飯守泰次郎、高関健、藤岡幸夫、松尾葉子、川本貢司、川瀬賢太郎、太田弦など、共演者は多岐にわたる。南西ドイツ放送交響楽団首席トロンボーン奏者である清水真弓氏を輩出している。桂冠指揮者に河地良智、正指揮者に大河内雅彦を迎えている。。
九大フィルハーモニーオーケストラ九州大学を中心とした、福岡市内の学生によって構成される。1909年に九州大学の前身である、京都帝国大学福岡医科大学教授榊保三郎らがフィルハーモニー会として創立した。年二回行われる定期演奏会をメインの活動に据え、大学・幼稚園・小中学校をはじめ福岡市や企業からの依頼で演奏を行うなど、幅広く音楽活動を展開している。モーツァルトの交響曲第40番、ベートーヴェンの交響曲第1番、メンデルスゾーンの交響曲第4番「イタリア」などの日本初演を行った。
法政大学交響楽団1921年に創立した。法政大学の学生に限らず他大も多く100人以上の団員がいる。活動は年2回の定期演奏会を中心に、依頼演奏、武道館での卒業式の演奏などを行っている。六大学オーケストラ連盟加盟団体でもある。

## 高校オーケストラ
基本的には、高校内にあるクラブ活動の1つと考えたら良い。概して前記「大学オーケストラ」に似ているが、指揮者は高校の音楽教員が務めることが多い。また未経験者が多いため、OBのプロ演奏家などをトレーナーとして招くことも多い。

## ジュニアオーケストラ
民間や自治体などが主催する文化サークルの1つとして、小中高生を主体とするジュニア・オーケストラも多数ある。

## 日本における著名なアマチュア・オーケストラ
吹奏楽とは違い、オーケストラの世界はアマチュアの認知度は一般的には低いが、それでもいくつか名前の知られている団体がある。代表的な例を挙げる。
- 新交響楽団 - NHK交響楽団の前身団体と同じ名称だが、別団体である。1956年、作曲家の芥川也寸志を音楽監督として結成され、現在も東京で活動している。芥川が情熱を注いで指導に当たったことで知られる。プロオーケストラでも演奏機会の少ない日本人作曲家による近現代の楽曲を積極的に取り上げ、10年にわたる『日本の交響作品展』では1976年サントリー音楽賞を受賞した実績を持つ（アマチュアの楽団がこの種の賞を受けることはほとんどない）。また、ショスタコーヴィチの交響曲第4番の日本初演はこのオーケストラによる。ハイレベルな演奏をするアマチュア・オーケストラの一つとして評価を得ている。
- 神戸フィルハーモニック - 神戸市民文化振興財団の運営の下、創立以来「神戸市民自身のオーケストラ」を掲げて活動している。指揮者は朝比奈千足。
- こんせーる・ぬーぼー - ショスタコーヴィチのオラトリオ「森の歌」を日本初演したことで、団体名のみしばしば言及される。ただしこの団体は現存しない。
- STAND UP! ORCHESTRA - Sony Musicによる新たなクラシックを創造するプロジェクト「STAND UP! CLASSIC」。現在約200名のSTAND UP! ORCHESTRAメンバーが所属。「座ってられないクラシック」をコンセプトに敷居が高いと思われがちなクラシック音楽の楽しさや新しい可能性を伝えるために発足。初回のオーディションでは1,000通を越える応募から約120名の音楽家が選ばれ、STAND UP! ORCHESTRAの登録メンバーとして活動している。これまでライブやイベント・テレビ出演等活動は多岐に渡り、毎回登録メンバーから最適な出演者を組み合わせることで、都度違った魅力を発揮。2019年2月、癒し系コンピレーションアルバム「image19」に代表曲の『HELLO』が収録。同年3月よりTリーグ公式アンセム『SMASH』他2曲が各音楽配信サイトにて配信中。(東京都千代田区)

## 日本の楽壇にしめるアマチュア・オーケストラの位置
- 常設のプロ・オーケストラが存在しない地域（地方都市など）では、市民オーケストラが地域の音楽文化の担い手となっていることもある。音楽・芸術系大学の卒業生の受け皿にもなる。
- プロ・オーケストラが存在する地域におけるアマチュアオーケストラの演奏会は、「上手くないから聴かない・聴きたくない」「入場料が安いから聴く」「知っている人が出演しているから聴きに行く」「プロにはない情熱・愛情があるから、アマチュアの演奏は好き」など、いろいろな受け止められ方がある。珍しい楽曲が演目に含まれる場合には、一般の音楽愛好家からも注目される。
- 音楽・芸術系大学を卒業して間もない指揮者、楽壇第一線から退いた指揮者がアマチュア・オーケストラの指揮・指導を行う例は非常に多い。「アマチュア・オーケストラは、プロ・オーケストラを振らせてもらえない指揮者の受け皿」という認識すらある。
- 逆に、楽壇第一線で活躍中の指揮者にアマチュア・オーケストラの指導・指揮を依頼することは、困難な場合がしばしばある。大きな理由の1つとして、練習スケジュールの調整の困難さ（多くの場合、休日に複数回設定することになり、プロオケに比べて拘束度が大きい）ゆえに、その指揮者のマネージメントを行う事務所が難色を示すことが多いことが挙げられる。加えて、アマチュア・オーケストラの技量の限界ゆえに、指揮者の求める音楽が実現できる段階に至らないことを危惧し、指揮者が難色を示すことも多い。このほか、そうした指揮者は概してギャラも高い。現実に「アマチュア・オーケストラは指揮しない」「特定の2～3団体のみ指揮する」という指揮者は少なくない。
- 中学校・高校で吹奏楽に携わった者が、その後大学オーケストラあるいは市民オーケストラに入る（つまり活動の場を吹奏楽フィールドからオーケストラフィールドに変更する）という例は、非常に多い。